# Festival dalmatinskih klapa – Omiš 1971.
Festival dalmatinskih klapa Omiš 1971. bila je glazbena manifestacija klapskog pjevanja u Omišu u Hrvatskoj. Festival se održao 17. – 18. srpnja 1971. godine.
Natjecale su se sljedeće muške klape:
| Klapa                  | Mjesto      | Voditelj                        |
| ---------------------- | ----------- | ------------------------------- |
| Klapa Boduli           | Postira     | Ivo Marinković                  |
| Klapa Bokelji          | Herceg Novi | Dragan Rakić                    |
| Klapa Dalmacija        | Dugi Rat    | Antun Milatić                   |
| Oktet Dalmacijacement  | Vranjic     | Ljubo Stipišić                  |
| Klapa Finera           | Medulin     | Luciano Kapric                  |
| Klapa Galeb            | Omiš        | Duško Tambača                   |
| Klapa Gusari s Neretve | Metković    | Neven Ereš                      |
| Klapa Hum              | Vela Luka   |                                 |
| Klapa Kantaduri        | Split       | Ljubo Stipišić                  |
| Klapa Lučica           | Split       | Duško Tambača                   |
| Klapa Maestral         | Dubrovnik   | Krešimir Magdić                 |
| Klapa Makarska         | Makarska    | Joško Buble                     |
| Klapa Mostar           | Mostar      | Ilija Vasilj                    |
| Klapa Petar Kružić     | Klis        | Bogdan Vuković                  |
| Klapa Scardona         | Skradin     | Krešimir Čvrljak                |
| Senjska klapa          | Senj        | Zvonko Benzija                  |
| Klapa Srdela           | Makarska    | Đuro Filipović                  |
| Klapa Šibenik          | Šibenik     | Joško Stošić                    |
| Klapa Tramuntana       | Biograd     | Silvije Bombardelli/Neven Grgić |
| Klapa Trogir           | Trogir      | Ljubo Stipišić                  |
| Klapa Veseljavci       | Blato       |                                 |
| Klapa Zadar            | Zadar       | Miro Sorić                      |

Napomene:
1. ↑  nastupili samo kao gosti Festivala

## Nagrade

### Večer novih skladbi
Večer novih skladbi
Zlatna plaketa autoru najuspješnije skladbe
- Skladba Jube moja - glazba: Zdenko Runjić; tekst: Tomislav Zuppa; izveo Oktet Dalmacijacement, Vranjic

Plaketa za najbolju izvedbu
- Klapa lučica (m) - Splitza skladbu Misto moje malo - glazba i tekst: Krešimir Čvrljak

Zlatna plaketa publike
- Skladba Uz ražanj i žmul - glazba i tekst: Ante Nižetić - izveo Oktet Dalmacijacement, Vranjic

### Završna večer klapa
1. Nagrada stručnog žirija - zlatni štit s grbom Grada Omiša:
- Klapa Tramuntana, Biograd

2. Nagrada stručnog žirija - srebrni štit s grbom Grada Omiša:
- Klapa Trogir, Trogir

3. Nagrada stručnog žirija - brončani štit s grbom Grada Omiša:
- Klapa Srdela, Makarska

1. Nagrada publike - zlatni omiški leut
- Klapa Maestral, Dubrovnik

2. Nagrada publike - srebrni omiški leut
- Klapa Trogir, Trogir

3. Nagrada publike - brončani omiški leut
- Oktet Dalmacijacement, Vranjic

## Vanjske poveznice
- Službene stranice